# Ugolino Malabranca
Ugolino Malabranca (ur. ?, zm. 1375?) – duchowny katolicki, augustianin, w latach 1371-1375? tytularny łaciński patriarcha Konstantynopola. 

## Życiorys
10 lutego 1371 został mianowany  tytularnym łacińskim Patriarchą Konstantynopola. Pełnił tę funkcję do swojej śmierci około 1375 roku.